# Delancey Street – Essex Street (métro de New York)
Delancey Street – Essex Street est une station souterraine du métro de New York située dans le Lower East Side, à Manhattan. Elle est située sur deux lignes, la BMT Nassau Street Line et l'IND Sixth Avenue Line, respectivement issues des anciens réseaux de la Brooklyn-Manhattan Transit Corporation (BMT) et de l'Independent Subway System (IND). Sur la base de la fréquentation, la station figurait au 52e rang sur 421 en 2012.
Au total, quatre services y circulent :
- les métros F et J y transitent 24/7 ;
- les métros M ne s'y arrêtent qu'en semaine ;
- la desserte Z y fonctionne skip-stop en semaine durant les heures de pointe dans la direction la plus encombrée.
- la ligne A y fonctionne durant la nuit de temps en temps.